# Етер (химия)
Вижте пояснителната страница за други значения на Етер.
Етерите са клас химични съединения, състоящи се от функционална група от вида R-O-R' (етерна връзка), където R и R' са алкилни или арилни групи. Те имат определени сходства с алкохолите и фенолите.  Химичните им свойства се определят главно от нуклеофилния център – кислородния атом в групата.

## Структура
Валентният ъгъл в етерната връзка е около 110°, енергията на С-О връзката е от порядъка на 350 kJ/mol, дължината е от порядъка на 0,15 nm. Валентният ъгъл и разликата в електроотрицателностите на въглерода и кислорода обуславят диполен момент в молекулите на етерите (за диетилов етер μ ~ 1,8 D).

## Номенклатура
Етерите се разглеждат като производни на алкохолите и фенолите като водородният атом от хидроксилната група е заместен с въглеводороден остатък. Според вида на въглеводородния остатък етерите могат да се класифицират така:
| Ациклени (прости)                       | Ациклени (прости)                          | Ациклени (прости)                            | Ациклени (прости)                            | Циклени                  | Циклени                                                           |
| диалкилови                              | диарилови                                  | алкилалкенилови                              | алкиларилови                                 | оксирани (епоксиди)      | с по-големи пръстени (с различен брой кислородни атоми)           |
| R-O-R                                   | Ar-O-Ar                                    | R-O-R'                                       | R-O-Ar                                       |                          |                                                                   |
| H3C-O-CH3 диметилов етер (метоксиметан) | H5C6-O-C6H5 дифенилов етер (феноксибензен) | H3C-O-CH=CH2 винилметилов етер (метоксиетен) | H3C-O-C6H5 метилфенилов етер (метоксибензен) | етиленоксид (епоксиетан) | тетрахидрофуран; 1,4-диоксан; (CH2-CH2-O)n макроциклени полиетери |

По номенклатурата на IUPAC се препоръчва имената на етерите да се образуват по шаблона алкоксиалкан, например CH3-O-CH2-CH3 метоксиетан, C6H5-O-C6H5 феноксибензен. Широко използван е и другия метод за наименоване по схемата алкилалкил етер, например етилметил етер и дифенил етер.
Според свързаността на въглеродните атоми в C-O-C групата етерите се разделят на
- първични: CH3-CH2-O-CH2-CH3
- вторични: (CH3)2-CH-O-CH-(CH3)2
- третични: (CH3)3-C-O-C-(CH3)3

## Физични свойства
Течни или твърди вещества, с температура на кипене по-ниска от тази на алкохол или фенол със същия брой въглеродни атоми поради липсата на водородни връзки. Малко разтворими във вода но добре разтворими в алкохоли и киселини.

ИЧ спектри: νC-O-C ~ 1060-1150 cm-1 и (Ar)νC-O-C ~ 1250 cm-1

1H-ЯМР спектри: δCH3-O-C 3,3 ppm